# Montenegró nemzeti parkjai
Montenegróban 2020 táján öt nemzeti park található.

## Lista
| Név                                            | Alapítás | Megjegyzés | Térkép          | Terület (ha) | Kép                            |
| ---------------------------------------------- | -------- | --- | --------------- | ------------ | ------------------------------ |
| Durmitor Nemzeti Park (Дурмитор)               | 1952     | Két nagyobb folyóval rendelkezik, a Tara és a Piva. Itt található Európa legmélyebb és a világ második legmélyebb kanyonja: a Tara-szurdok, melynek mélysége néhol eléri az 1300 m-t. A területet 1980-ban felvették az UNESCO világörökségi listájára is. | Durmitor        | 39.000       |                                |
| Biogradska Gora Nemzeti Park (Биоградска гора) | 1952     | A Tara és a Lim folyók közötti hegyvidéki régióban található. Van itt erdő, lejtők és hegycsúcsok, több gleccsertó és a Biogradi-tó a park bejáratánál. | Biogradska Gora | 5.650        |                                |
| Lovćen Nemzeti Park (Ловћен)                   | 1952     | A nemzeti park a tengerpart közelében, a Lovćen-hegység központi és legmagasabb részét fedi le. A régió bővelkedik a népi építészet számos elemében, a nyári állattartó telepek kunyhóiban is. | Lovćen          | 5.650        | Ловћен са Његошевим маузолејом |
| Szkadar-tó Nemzeti Park (Скадарско језеро)     | 1983     | A Szkadar-tó Nemzeti Park Montenegró és Albánia határán található. A tó 60%-a Montenegróhoz, 40%-a pedig Albániához tartozik. A tó montenegrói részét a partvonallal együtt, 40 ezer hektár területtel 1983-ban nemzeti parkká nyilvánították. A tavat, mint a vízimadarak fontos élőhelyét felvették a nemzetközi jelentőségű vizes élőhelyek világlistájára is. | Szkadar-tó      | 40.000       |                                |
| Prokletije Nemzeti Park (Проклетије)           | 2009     | Az albán határnál fekvő Prokletije a szépségével tűnik ki, amely befolyásolta nemzeti jelentőségű védett területté nyilvánítását. | Prokletije      | 16.630       |                                |